# 82926 Жакей
82926 Жакей (82926 Jacquey) — астероїд головного поясу, відкритий 25 серпня 2001 року.
Тіссеранів параметр щодо Юпітера — 3,335.